# Bartolomeo Concini

Stemma Concini

Bartolomeo Concini (Terranuova Bracciolini, 1507 – 18 gennaio 1578) è stato un giurista italiano, esperto giureconsulto, fu il primo segretario del granduca di Toscana Cosimo I de' Medici.

## Biografia
Originario del Valdarno, divenne il favorito di Lucrezia de' Medici, figlia di Lorenzo il Magnifico, che lo aiutò nella carriera giudiziaria. Diventato confidente e segretario di Cosimo I, ottenne da lui importanti incaririchi e il titolo di conte di Penna. Apparteneva ad un'antichissima e nobile famiglia toscana direttamente discendente dai Conti di Catenaia. Venne annoverata tra i Principi del Sacro Romano Impero già da Federico Barbarossa. Era figlio di ser Giovanni Battista e di Elisabetta Menchi, figlia di un notaio di Montevarchi e appartenente a una famiglia nobile della città.
Bartolomeo Concini sposò Margherita Bartoli (sorella di quel Cosimo Bartoli che fu ambasciatore fiorentino a Venezia e il cui padre Matteo fu Podestà di Pistoia nel 1513) ed ebbe, tra gli altri, Giovanni Battista, che fu Lettore di Diritto Canonico all'Università di Pisa nel 1560, Auditore della Sacra Rota a Mantova nel 1562, Cavaliere e Commendatore dell'Ordine di Santo Stefano dall'8-III-1563 (indossa l'Abito il 14-III-1563), Gran Cancelliere facente funzioni dell'Ordine di Santo Stefano nel 1569, ambasciatore a Vienna dal IV-1571 e nel 1577, Auditore della giurisdizione e Primo Segretario del Granduca di Firenze dal 16-V-1576, Senatore nel 1576. Egli sposò Camilla Miniati, figlia di Antonio, Patrizio di Firenze ed ebbe numerosi figli. Tra questi possono essere ricordati, Bartolomeo che venne eletto nel 1615 senatore del granducato di Toscana, e sposò Alessandra di Filippo Antinori. Mentre, l'altro figlio, Concino divenne primo gentiluomo di camera di Luigi XIII re di Francia, governatore di Amiens dal 1612 al 1616, e ottenne dal re di Francia il marchesato di Avere.